# Garden (Say It like Dat)
Garden (Say It like Dat) è un singolo della cantautrice statunitense SZA, pubblicato il 19 giugno 2018 come quinto estratto dal primo album in studio Ctrl.

## Video musicale
Il video musicale, diretto da Karen Evans e con la partecipazione di Donald Glover, è stato reso disponibile il 18 maggio 2018 sul canale YouTube della cantante.